# Hendrick de Keyser

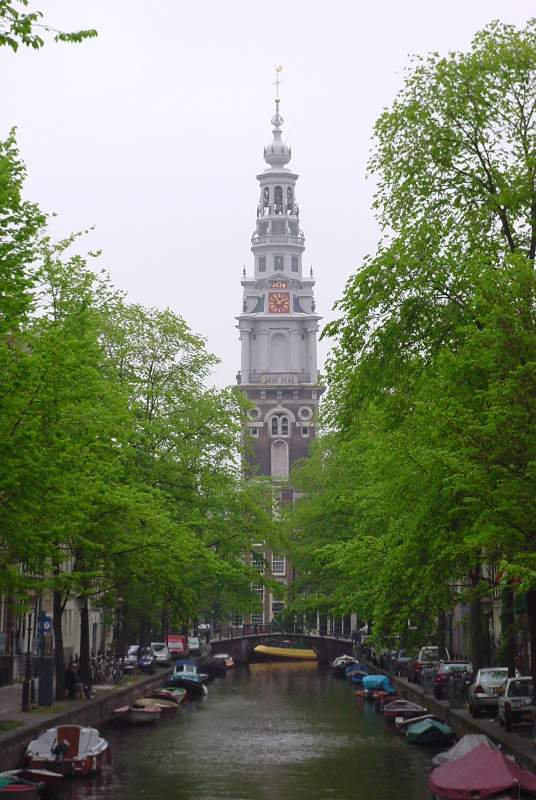
Zuiderkerk in Amsterdam

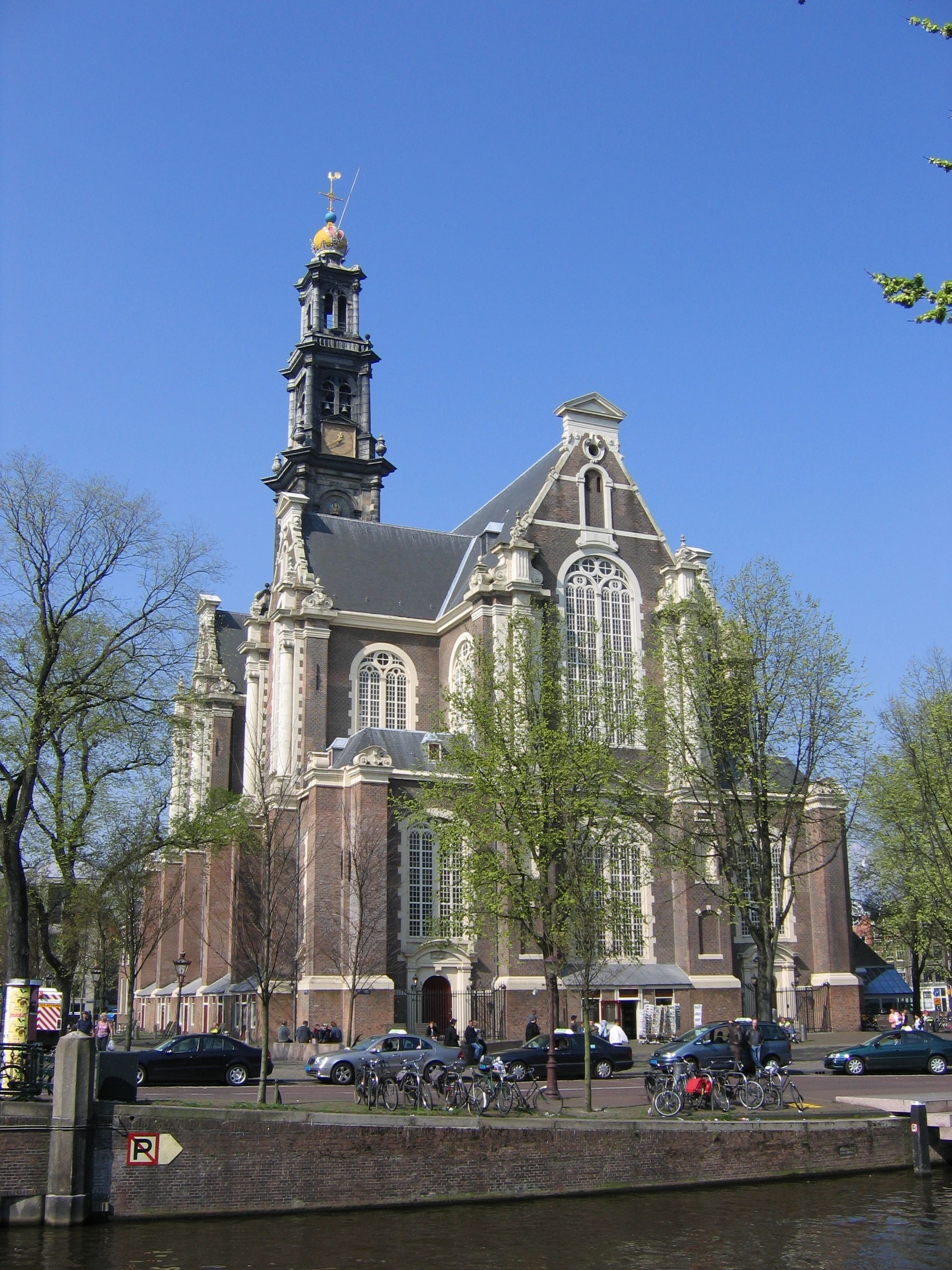
Westerkerk in Amsterdam

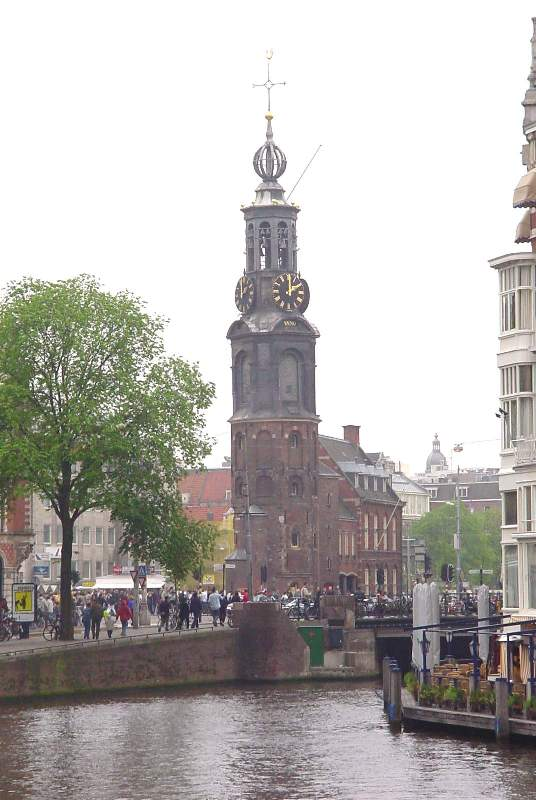
Munttoren in Amsterdam

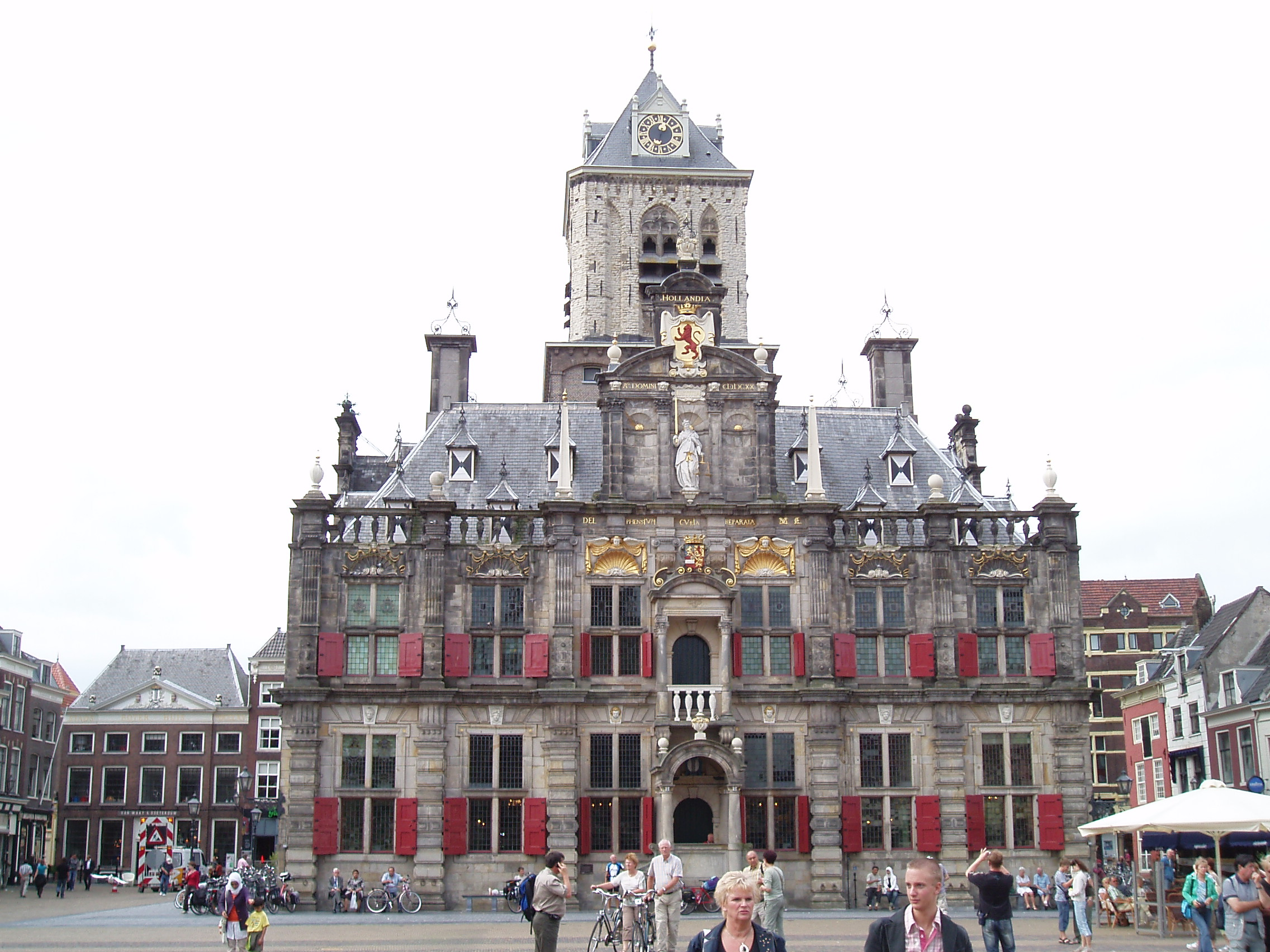
Rathaus zu Delft

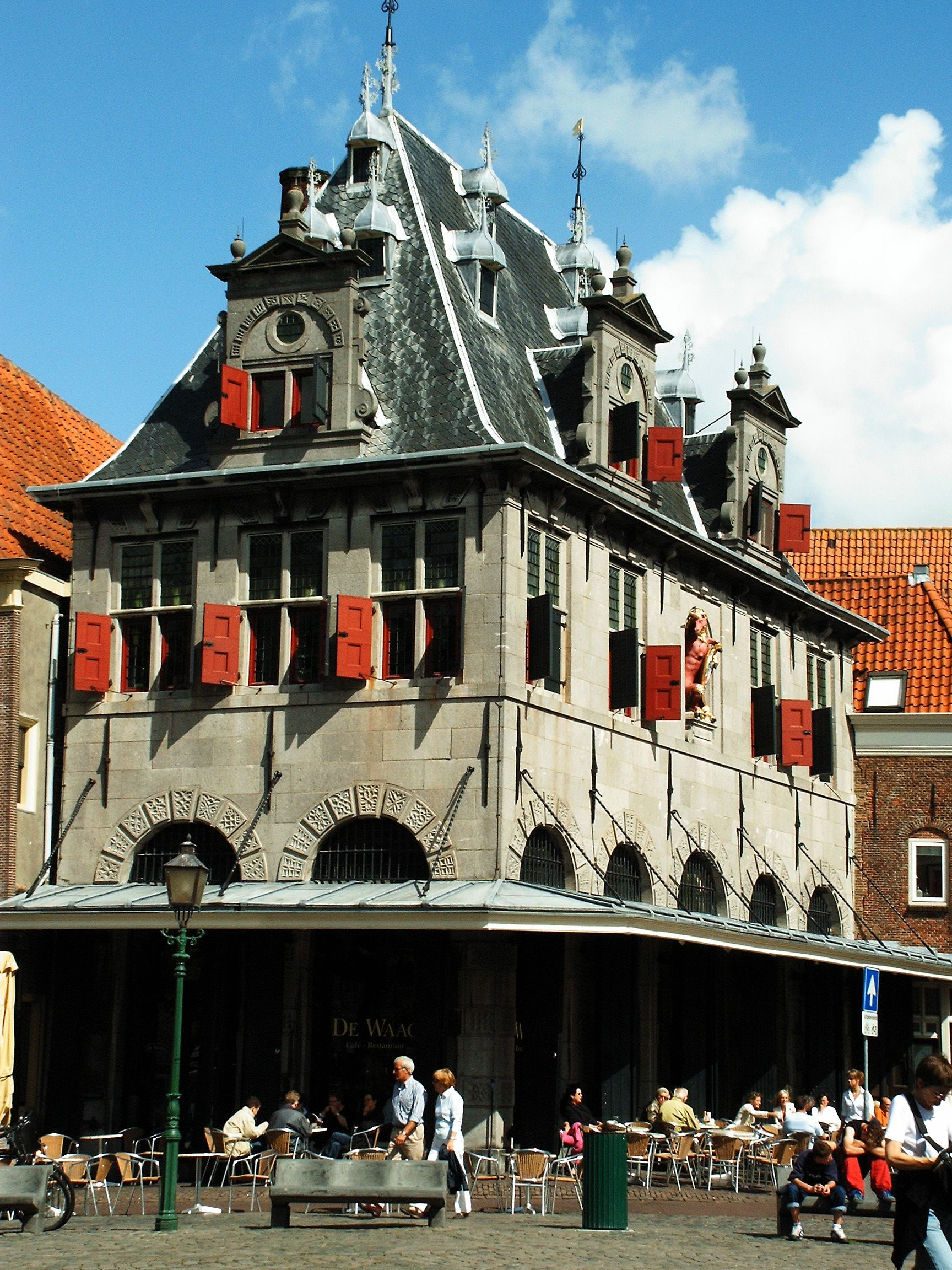
De Waag in Hoorn

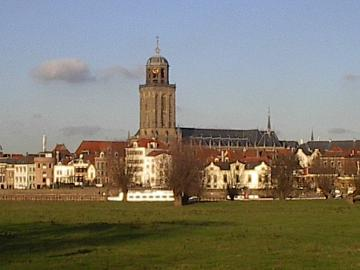
Lebuinuskirche Deventer

Hendrick de Keyser (* 15. Mai 1565 in Utrecht; † 15. Mai 1621 in Amsterdam) war ein niederländischer Architekt und Bildhauer, der zusammen mit Lieven de Key als führender Baumeister des Goldenen Zeitalters gilt und dessen Bauten als Höhepunkt der Renaissance angesehen werden.

## Leben und Werk
De Keysers Vater war Cornelis Dirxzoon de Keyser, ein Utrechter Schreinermeister, der für die Herstellung feiner Möbel bekannt war. De Keyser ging bei dem Utrechter Bildhauer Cornelis Bloemaert in die Lehre, war mit ihm zu einer Studienreise in Paris und ging mit ihm 1591 nach Amsterdam, wo er 1594 eine Anstellung als stadsbeeldsnijder en -steenhouwer (Stadtbildschnitzer und -bildhauer) der Stadt Amsterdam erhielt. 1607 sandte ihn die Stadt nach London, „omme aldaer inspectie te nemen op zeeckre wercken“ (um bekannte Werke in persönlichen Augenschein zu nehmen), wo er sich auch mit Inigo Jones austauschte. 1612 wurde er zum Stadtbaumeister von Amsterdam ernannt.
Merkmale von de Keysers Stil sind die kleinen Pilaster, Gesimse, Frontons, Giebel und losen dekorativen Elemente, wie Vasen oder monumentale Pinakel aus weißem Stein in den typischen roten Backsteinfassaden der Renaissance. Seine Bauten sind teilweise von klassizistischen Elementen beeinflusst, sein spätes Werk neigt sich hingegen eher dem niederländischen Manierismus zu, dem zwischen Renaissance und Barock liegenden Baustil.
Als Bildhauer war de Keyser vorrangig von dem Delfter Bildhauer Willem van Tetrode (1525–1580) beeinflusst, der eine Studienreise nach Italien unternommen hatte und dessen Hauptwerk der zerstörte Hochaltar mit 24 Steinfiguren der Oude Kerk in Delft war. Weitere Inspirationsquellen de Keysers waren: Michelangelo, Giovanni da Bologna und Germain Pilon.
De Keyser arbeitete mit verschiedenen Materialien, wie Bronze, Marmor oder Terracotta. Im Rijksmuseum befinden sich einige kleine Bronzefiguren, beispielsweise der Mercurius. Bekannter sind seine naturgetreuen Terracotta-Büsten, in der Regel Auftragsporträts. Sein größtes bekanntes Werk als Bildhauer ist das Mausoleum von Wilhelm von Oranien in der Nieuwe Kerk in Delft, an dem er bis zu seinem Tod arbeitete. Eine Studie für dieses Grabmonument, ein Terracotta-Modell, befindet sich ebenfalls im Besitz des Rijksmuseums.
Hendrick de Keyser wird als international vernetzter Architekt bezeichnet, welcher die Niederlande und dessen Baustil vor Isolation gerettet habe und dessen Stil ausgebaut hat.
De Keyser war seit 6. April 1591 mit Beyken van Wilderen (* 1569 in Antwerpen, begraben am 23. November 1621 in Amsterdam) verheiratet. Er hatte zwei Töchter und vier Söhne: Pieter übernahm den Betrieb seines Vaters nach dessen Tod und vollendete einige seiner Werke, darunter die Westerkerk und Noorderkerk in Amsterdam sowie das Mausoleum von Prinz Willem I. Die Söhne Willem und Hendrick wurden Bildhauer, sein Sohn Thomas wurde Maler.
Hendrick de Keyser wurde in der Amsterdamer Zuiderkerk (Südkirche) begraben, die er von 1603 bis 1614 gebaut hatte.

## Bauten (Auswahl)
- 1603: Zuiderkerk (Südkirche) in Amsterdam
- 1606: Spitze der Montelbaanstoren, eines Turms in Amsterdam
- 1608: De Waag (Waage) von Hoorn
- 1611: Amsterdamer Börse
- 1612: Bekrönung der Lebuinuskirche in Deventer
- um 1615: Grachtenhaus De Gecroonde Raep am Oudezijds Voorburgwal in Amsterdam
- 1615: Haarlemsepoort, ein klassizistisches Stadttor in Amsterdam
- 1618: Erasmus-Statue in Rotterdam, das erste nicht religiöse Standbild der Niederlande
- 1618: Fassade der Oostkerk (Ostkirche) in Hoorn
- 1618–1619: Huis Bartolotti, ein manieristisches Wohnhaus an der Amsterdamer Herengracht
- 1619: Spitze der Munttoren, eines ehemaligen Stadttores in Amsterdam
- 1619: Rathaus zu Delft
- 1620: Westerkerk (Westkirche) in Amsterdam
- 1620: Noorderkerk (Nordkirche) in Amsterdam

## Nachleben
Die 1918 gegründete niederländische Vereinigung zum Schutz historischer Häuser benannte sich nach Hendrick de Keyser. Sie setzt sich für die Erforschung und den Denkmalschutz bedeutender Wohnbauten der Niederlande ein. Ähnlich wie der National Trust in Großbritannien übernimmt sie viele Gebäude als Eigentum und macht sie der Öffentlichkeit zugänglich.